# FK Ventspils
El FK Ventspils és un club de futbol letó de la ciutat de Ventspils.

## Història
Evolució del nom:
- 1997: FK Ventspils, fusió dels clubs FK Venta (1964) i FK Nafta (1995)

Evolució del nom del FK Venta:
- 1964: Naftas bāze
- 1965: Osta
- 1968: FK Venta
- 1988: Zvezda
- 1997: Fusió amb el FK Nafta per formar el FK Ventspils
- 2004: Creació d'un nou club anomenat FK Venta
- 2005: FK Venta Kuldiga, per canvi de ciutat

## Palmarès
- Lliga letona de futbol: 6
  - 2006, 2007, 2008, 2011, 2013, 2014

- Copa letona de futbol: 6
  - 2003, 2004, 2005, 2007, 2010–11, 2012–13

- Copa de Livònia: 1
  - 2007

## Futbolistes destacats
- Vits Rimkus
- Vladimirs Koļesņičenko
- Māris Smirnovs
- Igors Korabļovs
- Kaspars Gorkšs
- Jean-Paul Ndeki

## Entrenadors
Dades a 19 de juliol de 2007.
- 1997-1998  Sergei Borovski
- 1998  Sauļus Cekanavičus
- 1999-2000  Boris Sinicin
- 2000  Sauļus Cekanavičus
- 2001-2003  Paul Ashworth
- 2003-2004  Sauļus Širmelis
- 2005  Sergejs Semjonovs
- 2005-2009  Roman Grigorshuk
- 2009-2010  Nunzio Zavettieri
- 2011-2012  Sergei Podpaly
- 2012-2015  Jurģis Pučinskis
- 2015-  Paul Ashworth